# Serge Bernier
Serge Bernier (né le 29 avril 1947 à Padoue au Québec) est un joueur de hockey sur glace qui joua au poste d'ailier droit dans la Ligue nationale de hockey pour les Flyers de Philadelphie, les Kings de Los Angeles et les Nordiques de Québec, en plus d'avoir joué pour ces derniers pendant 6 saisons dans l'Association mondiale de hockey.
Il fut le tout premier choix de repêchage des Flyers, choisi 5e au total du repêchage amateur de la LNH 1967.
À la fin de la saison 1976-1977 de l'AMH, il reçoit le prix du meilleur joueur des séries éliminatoires de l'AMH alors qu'il évoluait avec les Nordiques, champion cette année-là.

## Statistiques
Pour les significations des abréviations, voir Statistiques du hockey sur glace.
| Saison     | Équipe                 | Ligue      |     | Saison régulière | Saison régulière | Saison régulière | Saison régulière | Saison régulière |    | Séries éliminatoires | Séries éliminatoires | Séries éliminatoires | Séries éliminatoires | Séries éliminatoires |
| Saison     | Équipe                 | Ligue      | PJ  | B                | A                | Pts              | Pun              | PJ               | B  | A                    | Pts                  | Pun                  |                      |                      |
| 1966-1967  | As de Québec           | LAH        | 33  | 7                | 11               | 18               | 56               | 6                | 6  | 4                    | 10                   | 6                    |                      |                      |
| 1968-1969  | As de Québec           | LAH        | 70  | 27               | 32               | 59               | 118              | 12               | 1  | 6                    | 7                    | 2                    |                      |                      |
| 1968-1969  | Flyers de Philadelphie | LNH        | 1   | 0                | 0                | 0                | 2                | --               | -- | --                   | --                   | --                   |                      |                      |
| 1969-1970  | As de Québec           | LAH        | 70  | 22               | 48               | 70               | 88               | 5                | 2  | 3                    | 5                    | 36                   |                      |                      |
| 1969-1970  | Flyers de Philadelphie | LNH        | 1   | 0                | 1                | 1                | 0                | --               | -- | --                   | --                   | --                   |                      |                      |
| 1970-1971  | Flyers de Philadelphie | LNH        | 77  | 23               | 28               | 51               | 77               | 4                | 1  | 1                    | 2                    | 0                    |                      |                      |
| 1971-1972  | Flyers de Philadelphie | LNH        | 44  | 12               | 11               | 23               | 51               | --               | -- | --                   | --                   | --                   |                      |                      |
| 1971-1972  | Kings de Los Angeles   | LNH        | 26  | 11               | 11               | 22               | 12               | --               | -- | --                   | --                   | --                   |                      |                      |
| 1972-1973  | Kings de Los Angeles   | LNH        | 75  | 22               | 46               | 68               | 43               | --               | -- | --                   | --                   | --                   |                      |                      |
| 1973-1974  | Nordiques de Québec    | AMH        | 74  | 37               | 49               | 86               | 107              | --               | -- | --                   | --                   | --                   |                      |                      |
| 1974-1975  | Nordiques de Québec    | AMH        | 76  | 54               | 68               | 122              | 75               | 15               | 8  | 8                    | 16                   | 6                    |                      |                      |
| 1975-1976  | Nordiques de Québec    | AMH        | 70  | 34               | 68               | 102              | 91               | 5                | 2  | 6                    | 8                    | 6                    |                      |                      |
| 1976-1977  | Nordiques de Québec    | AMH        | 74  | 43               | 53               | 96               | 94               | 17               | 14 | 22                   | 36                   | 10                   |                      |                      |
| 1977-1978  | Nordiques de Québec    | AMH        | 58  | 26               | 52               | 78               | 48               | 11               | 4  | 10                   | 14                   | 17                   |                      |                      |
| 1978-1979  | Nordiques de Québec    | AMH        | 65  | 36               | 46               | 82               | 71               | 1                | 0  | 0                    | 0                    | 2                    |                      |                      |
| 1979-1980  | Nordiques de Québec    | LNH        | 32  | 8                | 14               | 22               | 31               | --               | -- | --                   | --                   | --                   |                      |                      |
| 1980-1981  | Nordiques de Québec    | LNH        | 46  | 2                | 8                | 10               | 18               | 1                | 0  | 0                    | 0                    | 0                    |                      |                      |
| Totaux AMH | Totaux AMH             | Totaux AMH | 417 | 230              | 336              | 566              | 486              | 49               | 28 | 46                   | 74                   | 41                   |                      |                      |
| Totaux LNH | Totaux LNH             | Totaux LNH | 302 | 78               | 119              | 197              | 234              | 5                | 1  | 1                    | 2                    | 0                    |                      |                      |